# Gerhard Hennige
Gerhard Hennige (ur. 23 września 1940 w Karlsruhe) – niemiecki lekkoatleta reprezentujący RFN, płotkarz i sprinter, dwukrotny medalista olimpijski z 1968.
Specjalizował się w biegu na 400 metrów przez płotki, choć z powodzeniem startował również w biegu na 400 metrów. Na mistrzostwach Europy w 1966 w Budapeszcie odpadł w eliminacjach biegu na 400 metrów przez płotki. Zwyciężył w tej konkurencji w finale Pucharu Europy w 1967 w Kijowie.
Na igrzyskach olimpijskich w 1968 w Meksyku zdobył srebrny medal w biegu na 400 metrów przez płotki, przegrywając jedynie z Brytyjczykiem Davidem Hemerym, a przed innym reprezentantem Wielkiej Brytanii Johnem Sherwoodem. W każdym biegu na igrzyskach poprawiał rekord RFN na 400 m przez płotki, osiągając kolejno: 49,5 s, 4,1 s i w finale 49,0 s. Na tych samych igrzyskach zdobył także brązowy medal w sztafecie 4 × 400 metrów, która po emocjonującym finiszu minimalnie wyprzedziła zespół Polski, ustanawiając rekord Europy czasem 3:00,5. Sztafeta RFN biegła w składzie: Helmar Müller, Manfred Kinder, Hennige i Martin Jellinghaus.
Zdobył brązowy medal w sztafecie 4 × 400 metrów na mistrzostwach Europy w 1969 w Atenach (skład sztafety: Horst-Rüdiger Schlöske, Ingo Röper, Hennige i Jellinghaus). Na mistrzostwach Europy w 1971 w Helsinkach odpadł w półfinale biegu na 400 metrów przez płotki.
Gerhard Hennige był wicemistrzem RFN w biegu na 400 metrów przez płotki w latach 1967-1970 oraz brązowym medalistą w 1966. Był również mistrzem w sztafecie 4 × 400 metrów metrów w latach 1967-1969.
W latach 90. Hennige był przez jakiś czas trenerem przygotowania fizycznego mistrza świata Formuły 1 Michaela Schumachera.